# Katarina Taikon
María Katharina Lang Hammer, conocida como Katarina Taikon, (Almby, Örebro, 29 de julio de 1932- Yterrhögdal, Hälsingland, 30 de diciembre de 1995) fue una escritora, actriz y activista sueca romaní, perteneciente a los kalderash. Hermana menor de Rosa Taikon. Residía en particular en la colina de Henriksdal en Nacka. Fue una de las defensoras de los derechos humanos y en concreto de los Rroma más importantes de Suecia. 
Como la mayoría de las personas romaníes de su generación, aunque su padre lo intentó, a ella no la dejaron ir a la escuela cuando era niña, pero aprendió a leer y escribir de adulta. Más tarde estudió en Birkagarden Folk High School y en Bröderna Onhlmans Handelsinstitut.
A finales de 1940, junto con su hermana, intervino en algunas películas suecas y ambas obtuvieron el acceso a una vivienda.
En 1963 publicó su primer libro, Zigenerska (Gitana), obra autobiográfica en la que se reclamaba el derecho a la vivienda, escuela y trabajo. Tuvo un gran impacto en los medios de comunicación.
Participó en la creación de la primera organización gitana sueca, Zigenarsamfundet.
En 1969 publicó su primer libro para niños Katitzi, al que le siguió una serie de libros formada por trece volúmenes. Esta serie sigue a Katitzi desde los siete años hasta su adolescencia. También se hizo una versión en cómic y en 1979 una serie de televisión de seis episodios.
En 1982 sufrió un paro cardíaco por el que cayó en coma permaneciendo trece años hasta el 30 de diciembre de 1995.

### La serie sobre Katitzi
- Katitzi. 1969
- Katitzi och Swing. (Perdón por molestar!) 1970
- Katitzi i ormgropen. 1971
- Katitzi rymmer. (Katitzi casas) 1971
- Katitzi, Rosa och Paul. 1972
- Katitzi  i Stockholm. 1973
- Katitzi och Lump-Nicke. 1974
- Katitzi i skolan. (en la escuela) 1975
- Katitzi Z-1234. 1976
- Katitzi barnbruden. 1977
- Katitzi på flykt.(a la fuga) 1978
- Katitzi i Gamla sta'n. (en el casco antiguo) 1979
- Uppbrott. 1980

### Imágenes de Katitzi con ilustraciones de Lisbeth Holmberg-Thor
- Katitzi, det brinner. (está ardiendo) 1981
- Katitzi kommer hem (regresa a casa) 1981

### Guion
- 1979, Katitzi, guión

## Filmografía
- 1956, Sceningång
- 1953, Åsa-Nisse på semester
- 1953, Marianne
- 1951, Tull-Bom
- 1950, Motorkavaljerer
- 1949,  Singoalla
- 1948, Uppbrott

## Premios
- 1964, ABF de la Narrativa
- 1969, Beca de compañerismo
- 1971, Beca de compañerismo

En Skellefteå, donde Katarina Taikon vivió en casas de acogida, la calle de "Katitzi" recibió su nombre en 2015.